# Surin (arme)
Pour les articles homonymes, voir Surin.
 (décembre 2017).
Si vous disposez d'ouvrages ou d'articles de référence ou si vous connaissez des sites web de qualité traitant du thème abordé ici, merci de compléter l'article en donnant les références utiles à sa vérifiabilité et en les liant à la section « Notes et références ».

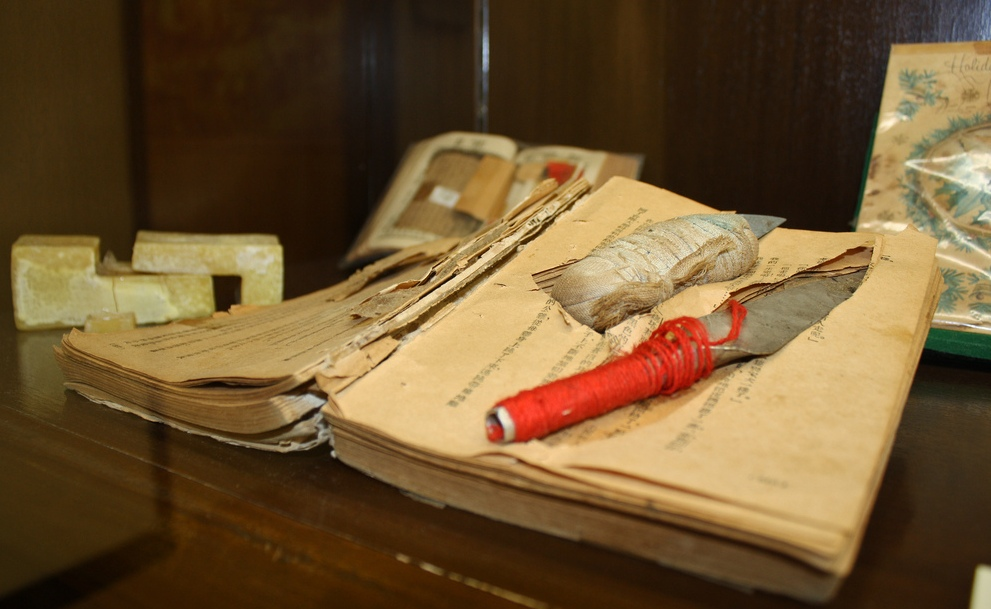
Un surin de fabrication artisanale dissimulé dans un livre.

Surin est un terme argotique désignant une arme blanche, de type couteau et poignard, et les armes de conception artisanale comme celles fabriquées en milieu carcéral.
En pratique, ce terme est généralement utilisé pour désigner une arme improvisée. Les surins sont très fréquents dans les prisons, partout dans le monde. Ils sont fabriqués de façons très diverses : à partir d'un tournevis, d'un ouvre-lettre, de morceaux de métal, de verre ou de plastique aiguisés, de lames de rasoirs ou de cutters fixées dans le manche d'une brosse à dents. Certains prisonniers taillent également des os récupérés lors de leurs repas pour en faire des surins.